# 吴中伦
吴中伦（1913年8月29日—1995年5月12日），男，浙江诸暨人，中国林学家、森林地理学家。曾担任中国林业科学研究院研究员、副所长、副院长，中国林学会副理事长、理事长。

## 生平
1940年毕业于金陵大学农学院林学系。1946至1950年赴美留学，取得耶鲁大学硕士学位、杜克大学林学博士学位。1980年当选为中国科学院学部委员（院士）。